# Valle Aurelia (Album)
Valle Aurelia ist ein Musikalbum von Marco Colonna und Andrea Centra. Die im Juni 2023 im Abbey Rocchi Studio, Rom, entstandenen Aufnahmen erschienen am 28. Juni 2024 auf Folderol Records.

## Hintergrund
Valle Aurelia, ein Viertel Roms (in der Nähe der Vatikanstadt), trägt die Last einer komplexen Identität, die durch oft dramatische historische Momente und kulturelle Prägungen geschmiedet wurde, heißt es in den Liner Notes des gleichnamigen Albums. Der in dem Viertel aufgewachsene Marco Colonna reflektierte – begleitet von dem Pianisten Andrea Centra – seine Erinnerungen an das Stadtviertel.

## Titelliste
- Marco Colonna / Andrea Centra – Valle Aurelia (Folderol Records FOL-CD020)[2]

1. La Memoria della Terra 7:32
2. Conchiglie 6:58
3. Occhi di Appartenenza 7:50
4. Elda 4:22
5. Alluvione 6:57
6. A Renato 3:51
7. Parla Attraverso il Tempo 6:11

Die Kompositionen stammen von Marco Colonna.

## Rezeption
Innerhalb des eindrucksvollen Temperaments von Valle Aurelia, das Marco Colonna und Andrea Centra mit der klaren Gegenseitigkeit von Bassklarinette und Klavier erhellen, entfaltet sich ein emotionales Spektrum voller Echos populärer Widerstandskraft, nuancierter Gefühle, lebhafter Erinnerungen und nicht wenig Dankbarkeit, schrieb Massimo Ricci (Beyond the Dust). Die in diese Suite eingewobenen Klangtexturen, die man aufmerksam und wiederholt genießen sollte, um ihre Geheimnisse zu lüften, schwingen vor dem Hintergrund der Geschichte des Ortes mit und bieten denjenigen, die mit dieser Art von Vergangenheit vertraut sind, eine tiefe Quelle der Kontemplation. Colonna habe sich intensiv mit den Erinnerungen und gelebten Erfahrungen an das Viertel beschäftigt, die sein Wesen geprägt haben.
Rein technisch und stilistisch würden Colonna und Centra durchweg eine hervorragende Kommunikation zeigen, so Ricci weiter. Die improvisierte Dynamik, die von Colonna gefördert werde, verleihe der Gesamtdarbietung neue Dimensionen. Die nahtlose Mischung notierter Passagen mit den spontanen Abschnitten lasse eine musikalische Bildsprache entstehen, die von einem zarten Gleichgewicht geprägt ist. Das Ganze werde durch fein ausgearbeitete Phrasen, geschickte Dissonanzen, kontrapunktische Dialoge ausgedrückt, die schnelle Tonleitermuster und Fragmente der Suspension über die verschiedenen Bereiche der Atonalität hinweg umfassen. Letztendlich sei Valle Aurelia eine herausragende Mischung aus bezaubernder Musik und althergebrachter Melancholie, die nostalgische Erinnerungen und artikulierte Lyrik verbindet. Eine bemerkenswerte Hommage, die Colonnas prägenden Einflüssen mit unbestreitbarer Kohärenz huldige und gleichzeitig vom lebendigen Geist eines Paares talentierter Instrumentalisten durchdrungen sei.